# Textboard
Un textboard es un Sistema de Tablón de anuncios (BBS o STA) de discusión anónima.

## Origen
Este tipo de foro sin un sistema de registro se originó en la Universidad de Pekín en 1996, permitiría a los estudiantes expresarse libremente frente a la censura de Internet en China continental.

## Características
- Anonimato: tiene como objetivo disuadir los fenómenos de clics y resentimientos comunes a los foros que requieren el registro con una cuenta de usuario (y lo que conlleva: indicación del número de mensajes publicados, estado y notoriedad de los miembros, avatares, etc.).

- Ausencia de registro: tiene como objetivo fomentar el enfoque en el contenido de los mensajes publicados por los usuarios y no en su rango dentro de la comunidad (en términos de antigüedad, reputación y prestigio).

## Textboards notables
- Ayashii World (あ や し い わ ー る ど) - introdujo el posteo anónimo.
- 2channel - foro más grande de Japón, que recibe millones de posts al día.
- world2ch.net - el primer tablero de texto de habla inglesa. lanzado en marzo de 2003 y cerrado en mayo de 2004.
- dis.4chan.org - anteriormente "world4ch", la sección de tablero de texto de 4chan.

## Otros Textboards

### 4-ch.net (Channel4)
Es un textboard de habla inglesa de 2 canales más tradicional basado en el software Kareha, originalmente iniciado por squeeks en noviembre de 2004, se dice que es el sucesor espiritual de world2ch, tiene muchos tableros diferentes pero su tablero principal es el tablero DQN.

### SchemeBBS
Un BBS (textboard) anónimo escrito en R  5  RS Scheme, el tablero principal es / prog /.

### 6channel
Más propiamente conocida como la Ciudadela impía de 6ch. Conocido por su colección de arte SJIS y blogs extraños.

### Vampiros.XYZ
Antiguamente Vampiros.ml, un textboard en español enfocado en lo "oscuro".

## Software de Textboard
- Kareha  es un software de tablero de texto de código abierto de uso común modelado libremente en los scripts utilizados en 2channel, y utiliza un diseño estructurado de XHTML y CSS.[4]
- Shiichan  es otro software de tablero de mensajes de tipo 2ch escrito en PHP, creado por Shii en 2004.
- Perfect Dark  es una aplicación japonesa peer-to-peer intercambio de archivos (P2P) que contiene paneles de texto.